# جيليان سانكوف
جيليان سانكوف لسانية اجتماعية و أستاذة اللسانيات بجامعة بنسلفانيا.
تزوجت من اللساني إرفنغ غوفمان سنة 1981 و توفي زوجها سنة 1982، ثم تزوجت بعد ذلك من اللساني ويليام لابوف سنة 1993. هي والدة اللساني أليس غوفمان.